# Jishuken
Jishuken é um termo oriundo do Sistema Toyota de Produção para designar um evento kaizen específico que tem como objetivo desenvolver lideres Lean na prática, dentro do principio filosófico de “aprender fazendo”. Através do Jishuken, os líderes são capazes de construir capacidade de linha de frente para sustentar a melhoria contínua.
O termo é formado através da junção dos caracteres "jishu" (autonomia, autoconfiança) com "ken" (polir, desenvolver). Assim, a palavra pode ser traduzida como “autodesenvolver”.
Conforme declarado no site da Toyota Motor Manufacturing Kentucky Inc., o jishuken é uma "atividade kaizen orientada pela administração, na qual os membros da administração identificam áreas que precisam de melhoria contínua e divulgam informações por toda a organização para estimular a atividade kaizen". Segundo o pesquisador Mark Reich, Jishuken deve ser entendido como "uma metodologia para desafiar o pensamento de um indivíduo sobre como olhamos para o trabalho e como aprendemos fazendo".